# Engwerd
Engwerd of Engwird (Fries: Ingwert) is een buurtschap annex gehucht in de gemeente Súdwest-Fryslân, in de Nederlandse provincie Friesland. Engwerd ligt ten noordoosten van Sneek, tussen de dorpen Rauwerd en Poppingawier aan de dubbele weg met de naam Ingwert en bestaat uit een viertal woningen, waarvan twee boerderijen.

## Geschiedenis
In 1467 werd de plaats vermeld als Aegenwyrd. Bij de stichting van een Franciscaner klooster in 1478 werd de plaats als Aenguirdt aangeduid. De zusters van dit klooster werden de Grauwe Bagijnen genoemd. Het klooster werd in 1580 opgeheven nadat het al sinds 1484 bij het klooster Aalsum boven Akkrum was gevoegd.
De plaats zelf werd in 1500 als Ayngwyrd, in 1505 als Engwaerdt, in 1543 als Engwert en in 1664 en 1718 als Engwird geschreven. Wat de plaatsnaam precies betekent is niet helemaal duidelijk. Mogelijk is de naam afgeleid van een bewoonde hoogte (werth),van de persoon Ane. 
De terp waarop Engwerd van oorsprong lag is later afgraven.
Het 'Kleaster Ingwert’ kwam na het opdoeken in beheer bij een familie die later het patroniem ‘Engwerda’ voert . Omdat er al mensen woonden voordat het klooster werd gesticht en bewoners vaak worden genoemd naar de plaats waar ze wonen is het mogelijk dat de Engwerda’s oorspronkelijk ook van Engwert kwamen en dat het klooster dezelfde naam heeft gekregen.
Steden: Bolsward · Hindeloopen · IJlst · Sneek · Stavoren · Workum

Dorpen en gehuchten: Abbega · Allingawier · Arum · Blauwhuis · Bozum · Breezanddijk · Britswerd · Burgwerd · Cornwerd · Dedgum · Deersum · Edens · Exmorra · Ferwoude · Folsgare · Gaast · Gaastmeer · Gauw · Goënga · Greonterp · Hartwerd · Heeg · Hemelum · Hennaard · Hichtum · Hidaard · Hieslum · Hommerts · Idsegahuizum · IJsbrechtum · Indijk · It Heidenskip · Itens · Jutrijp · Kimswerd · Kornwerderzand · Koudum · Kubaard · Loënga · Lollum · Longerhouw · Lutkewierum · Makkum · Molkwerum · Nijhuizum · Nijland · Offingawier · Oosterend · Oosterwierum · Oosthem · Oppenhuizen · Oudega · Parrega · Piaam · Pingjum · Poppingawier · Rauwerd · Rien · Roodhuis · Sandfirden · Scharl · Scharnegoutum · Schettens · Schraard · Sijbrandaburen · Terzool · Tirns · Tjalhuizum · Tjerkwerd · Uitwellingerga · Waaxens · Warns · Westhem · Wieuwerd · Witmarsum · Wolsum · Wommels · Wons · Woudsend · Zurich

Buurtschappen: Abbegaasterketting · Anneburen · Arkum · Atzeburen · Baarderburen · Baburen · Bernsterburen · De Bieren · De Blokken · De Hel · De Grits · De Kat · De Klieuw · De Polle · De Wieren · Dijksterburen · Doniaburen · Draaisterhuizen · Driehuizen · Eemswoude · Engwerd · Engwier · Exmorrazijl · Feyteburen · Flansum · Galamadammen · Gooium · Grauwe Kat · Grote Wiske · Grotewierum · Harkezijl · Hayum · Hemert · Hidaarderzijl · Hoekens · Hornsterburen · Idzega · Idserdaburen · Indijk (Bozum) · Jet · Jonkershuizen · Jousterp · Jouswerd · Kampen · Kleine Gaastmeer · Kleine Wiske · Kleiterp · Kooihuizen · Koufurderrige  · Kromwal · Koudehuizum · Laaxum · Laad en Zaad · Lippenwoude · Lytshuizen · Makkum (Bozum) · Meilahuizen · Montsamaburen · Nijeburen · Nijeklooster · Nijezijl · Oosthem (Witmarsum) · Osingahuizen · Piekezijl · Remswerd · Rijtseterp · Scharneburen · Schrok · Sieswerd · Sjungadijk · Smallebrugge · Sotterum · Speers  · Strand · Swaanwerd · Swarte Beien · Tsjerkebuorren · Vierhuizen · Viersprong · Vijfhuis · Vissersburen  · Het Vliet· Westerlittens · Wolsumerketting · Wonneburen · Ypecolsga

 Voormalige buurtschappen: Aaksens · Angterp · De Band · Barsum · De Bird · Bittens · Bloemkamp · Bootland · Bovenburen · Doniawier · Goëngamieden · Hiddum · Houw · Knossens · De Nes · Ottenburen · Sandfirderrijp · Slijp · Spijk · De Weeren 

Friesland: Steden en dorpen      Nederland: Provincies · Gemeenten